# Ганс Фоґ
Ганс Фоґ (дан. Hans Fogh, 8 березня 1938 — 14 березня 2014) — данський яхтсмен.
Срібний призер Олімпійських Ігор 1960 року в класі Летючий голандець, бронзовий призер 1984 року в класі Солінґ, учасник 1968, 1972 та 1976 років. 